# Megaspora
Megaspora is een geslacht van korstmossen behorend tot de familie Megasporaceae. 

## Soorten
Volgens Index Fungorum bevat het geslacht vier soorten (peildatum november 2021):
| Soortnaam               | Auteur(s)                   | Publicatiejaar |
| ----------------------- | --------------------------- | -------------- |
| Megaspora cretacea      | Gasparyan, Zakeri & Aptroot | 2016           |
| Megaspora iranica       | Haji Moniri & S.Y. Kondr.   | 2017           |
| Megaspora rimisorediata | Valadb. & A. Nordin         | 2011           |
| Megaspora verrucosa     | (Ach.) Hafellner & V. Wirth | 1987           |